# Sphegigaster ineus
Sphegigaster ineus is een vliesvleugelig insect uit de familie Pteromalidae. De wetenschappelijke naam is voor het eerst geldig gepubliceerd in 2008 door Mitroiu.